# 何平 (台灣導演)
何平（1957年—），台灣新竹人，電影導演，大學畢業於東海大學化學工程學系，畢業後在中視《六十分鐘》、華視《華視新聞雜誌》擔任專題紀錄片製作、撰稿工作；1987年畢業於美國紐約雪城大學（Syracuse U.），獲得電影藝術碩士(M.F.A.)。
回台後，拍攝多部廣告影片和電影劇情長片… 廣告影片包括光陽機車、中華航空、麥當勞系列廣告。 
電影劇情長片則以《18》(1994)、《國道封閉》（1998）、《挖洞人》（2002）三次入選柏林影展-導演論壇；《挖洞人》並獲得當年柏林影展-製片聯盟首獎（唐吉軻德獎）；2007年結合兩岸三地資源拍攝之電影作品《寄生人》，由張家輝、范冰冰、黃秋生主演；目前（OCT. 2023）正進行監製/製片《恨女的逆襲》以及《花兒菲菲》兩部劇情長片。
2000年後，也導演/監製電視電影《匪諜大亨》(2001-公視)、《公主徹夜未眠》(2002-公視)、《皆大歡喜》（2003-北京/上海台）、《歲月的籤詩》(2011-大愛)，以及長篇電視劇《失戀高跟鞋》(2006-台視)。短片監製作品多，以《手事業》《詠晴》《亮亮與噴子》《神算》《野潮》《拉格朗日》眾所周知。
何平導演曾經擔任數屆金穗獎、金馬獎（1990、1994、1996、2010、2021）台北電影獎（2001、2005、2008）國家文藝獎（2009、2011、2013）評審。目前任教於國立臺灣藝術大學電影系所（2006迄今）。

## 電影長片作品/榮譽
- 2021  《行影不離》紀錄長片（導演／編劇／製作／攝影；DCP；99分鐘）
  - 2021 第58屆金馬獎 閉幕片。 入選新加坡電影節、香港電影節
- 2007  《兄妹》（又名：《寄生人》。編劇／導演；35mm；109分鐘）張家輝、范冰冰、黃秋生主演
  - 2007 入選台北電影節、上海電影節
- 2003  《公主徹夜未眠》 (監製／編劇／導演；35mm；97分鐘)  
  - 2003 入選溫哥華影展、倫敦影展
- 2002  《挖洞人》 (監製／編劇／導演；35mm；103分鐘)  
  - 2002入圍柏林影展 獲唐吉訶德獎 (國際製片人首獎)
  - 2002 法國杜維爾影展 獲評審團獎、最佳劇本獎（郭箏、何平）
  - 2002亞太影展 獲評審團獎、最佳剪接、最佳新人獎
  - 2002入圍釜山影展、溫哥華影展、香港電影節
- 1997  《捉姦》 (監製／編劇／導演；35mm；40分鐘)  
  - 1998入圍鹿特丹影展、多倫多影展
  - 1998第35屆金馬獎 入圍最佳劇本
- 1997  《國道封閉》 (監製／編劇／導演；35mm；121分鐘) 伊能靜、張世、庹宗華主演 
  - 1998入圍柏林影展、倫敦影展、多倫多影展
  - 1998新加坡影展 獲最佳青年導演獎
  - 1997第34屆金馬獎 獲評審團特別獎（入圍最佳影片、導演、劇本、女主角…等八項）
- 1993  《18》  (監製／編劇／導演；35mm；105分鐘) 陸小芬、吳興國、庹宗華主演 
  - 1994入圍柏林影展、鹿特丹影展、多倫多影展、芝加哥影展
  - 1993希臘影展 獲費比西獎、藝術成就獎
  - 1993第30屆金馬獎 入圍最佳劇本、女主角、剪接…等五項
- 1990  《感恩歲月》 (編劇／導演；35mm；105分鐘) 午馬、鈴鹿景子、馬景濤主演  
  - 1993入選法國巴黎『八O年代台灣傑出電影展』
- 1988 《陰間響馬》 (編劇／導演；35mm；30分鐘) 任達華、陸小芬主演  
  - 1988第25屆金馬獎 獲評審團特別獎

## 電視作品作品/榮譽
- 2011《歲月的籤詩》：大愛電視台－電視電影／5集（60min./集）
  - 電視金鐘獎四項提名（包括最佳迷你劇集、劇本、男配角、女配角）
- 2006《失戀高跟鞋》：新聞局創意影音計畫－優質連續劇／20集（60min./集）
  - 電視金鐘獎五項提名（包括最佳連續劇、導演、女主角、攝影、美術）
- 2003《公主徹夜未眠》：公共電視－人生劇展／90 min.
  - 亞洲電視獎三項提名（包括最佳單元劇、女主角、女配角）
  - 電視金鐘獎兩項提名（包括單元劇最佳男配角、女配角）
- 2003《皆大歡喜》：（大陸）北京、上海電視台賀歲劇／3集150 min.
- 2001《匪諜大亨》：公共電視－電視電影／5集（60min./集）
  - 電視金鐘獎五項提名（包括最佳迷你劇集、劇本、男主角、男配角、剪接）
- 1999《李行和他的行李》：紀錄片；春暉電影台－大師系列／120 min.
- 1989《Buying American in Taiwan》：紀錄片；新聞局－行銷台灣系列／30 min.
- 1988《甦醒》：張曼娟原著 王慧玲改編；中華電視台／90 min.
  - 電視金鐘獎兩項提名（包括最佳單元劇、男主角）

## 電視廣告作品/榮譽
- 麥當勞系列廣告     獲2002年4A廣告獎 年度銀賞
- 329保肝丸            獲1997年時報廣告金像獎 金賞
- 統一仙草蜜            獲1995年時報廣告金像獎 佳作
- 光陽機車系列廣告  獲1993年時報廣告金像獎 銅賞

## 外部連結
- 台灣電影網[永久]
- 台灣第一部公路電影：何平談《國道封閉》 （页面存档备份，存于）